# サンキュー、ボーイズ
『サンキュー、ボーイズ』（RIDING IN CARS WITH BOYS）は、米国の作家ビバリー・ドノフリオ の同名自叙伝「Riding in Cars with Boys」を原作に製作された映画である。困苦の中で作家の夢を追う主人公と周囲の人間の絆を描く。

## あらすじ
1960年代の初頭、米国コネティカット州のごく普通の家庭で育ったビバリーが15歳で妊娠してしまった。厳格な警察官であり信仰深い父の涙に心を動かされ、学校を退学して仕方なく結婚するが、まだテーンエイジャーであり作家になる夢を捨てきれないビバリーは初めての子育てと慣れない仕事を続けながらも勉強を続けるのだった。
1986年ニューヨーク、処女作の自叙伝に登場するレイの出版許諾書にサインをもらため、成長した息子の運転でビバリーは懐かしい故郷に向かう。
厳格な父と期待に添えなかった娘、親友との友情、別れた夫婦の絆、父を恋しがる幼子と父、恋人のために母を捨てることができない息子と困苦を重ねた母、様々な立場での心の葛藤、そして人間の絆と和解を描く。

## キャスト
| 役名                         | 俳優                 | 日本語吹替     |
| ---------------------------- | -------------------- | -------------- |
| ビバリー・ドノフリオ         | ドリュー・バリモア   | 石塚理恵       |
| ビバリー・ドノフリオ（11歳） | ミカ・ブーレム       | 坂本千夏       |
| レイ・ハセック               | スティーヴ・ザーン   | 檀臣幸         |
| レナード・ドノフリオ         | ジェームズ・ウッズ   | 水野龍司       |
| テレサ・ドノフリオ           | ロレイン・ブラッコ   | 土井美加       |
| アメリア                     | マギー・ギレンホール | こおろぎさとみ |
| ジェイソン・ハセック（8歳）  | ローガン・ラーマン   |                |
| ジェイソン・ハセック（成人） | アダム・ガルシア     | 神奈延年       |
| フェイ・フォレスター         | ブリタニー・マーフィ | 冨永みーな     |